# Konventionen i Olkijoki
Konventionen i Olkijoki var den overenskomst, som blev indgået den 19. november 1808 mellem Sverige og Rusland under den Finske krig. Olkijoki er en by, som i dag ligger i den nuværende finske kommune Raahe (svensk: Brahestad).
Både dårligt vejr og mangel på fornødenheder hæmmede begge hære værre end tidligere hvorfor den svenske øverstbefalende, friherre og generalmajor Carl Johan Adlercreutz tog initiativ til forhandlinger. Han mødtes med den russiske øverstbefalende, greve og generalløjtnant Nikolai Kamenskij, og i fællesskab nåede de frem til vilkår, som i hovedtræk indebar at:
1. De svenske styrker skulle forlade Uleåborg stad i løbet af 10 dage, og Rusland overtage staden den 30. november.
2. Alle svenske styrker skulle trækkes tilbage hinsides Kemi elv. Tidsfristen tog højde for forlængning på grund af isopbrud med mere.
3. De svenske styrker måtte ikke ødelægge, overdrage eller sælge materiele eller fornødenheder, som de måtte efterlade.
4. Alt efterladt materiele og fornødenheder tilfaldet den russiske hær.
5. Intet personale eller materiele måtte bortføres fra de finske administrative enheder.
6. Alle tjenestemænd og andre indbyggere fra de tidligere forladte områder skulle, med deres egen tilslutning, tillades at vende tilbage med deres ejendom.

Konventionen blev underskrevet den 19. november af Adlercreutz og Kamenskij. Dagen efter godkendtes konventionen af ”Grefve Buxhoevden. Gen. befälhafvare för kejserl. Ryska arméen”. Overenskommelsen indebar den endegyldige svenske tilbagetrækning fra Finland.